# Janetaescincus
Janetaescincus är ett släkte av ödlor. Janetaescincus ingår i familjen skinkar.
Arter enligt Catalogue of Life:
- Janetaescincus braueri
- Janetaescincus veseyfitzgeraldi